# Taxă parafiscală
Taxele parafiscale sunt taxe care nu apar în Codul Fiscal și sunt constituite ca urmare a unui act normativ al Guvernului.
Acestea pot fi, spre exemplu, taxele de timbru fiscal, taxele de licențiere în diverse domenii și cele plătite pentru obținerea unor documente (de identitate, cazier judiciar sau fiscal etc), taxe de mediu, taxa de autorizare pentru servicii poștale, taxa de înscriere a agenților imobiliari sau timbrul folcloric.
În anul 2012, în România existau aproximativ 250-300 de taxe parafiscale, spre deosebire de anul 2008 când numărul acestora se ridica la 500.
În anul 2009, se estima că o treime din personalul bugetar din Romania era angajat în instituții de stat care se autofinanțau sau care mai erau și subvenționate.
Acestea se autofinanțau prin taxe și tarife parafiscale.
La 15 mai 2014, Ministerul Finanțelor a publicat o listă cu 92 de taxe parafiscale care urmau să fie eliminate.